# Ivan Iarîghin
Ivan Iarîghin (n. 7 noiembrie 1948, Kamzas⁠(d), Q4250668⁠(d), RSFS Rusă, URSS – d. 11 octombrie 1997, Neftekumsk⁠(d), Stavropolski krai, Rusia) a fost un luptător ce a reprezentat Uniunea Republicilor Sovietice Socialiste, medaliat olimpic. A participat la 2 ediții ale Jocurilor Olimpice (1972, 1976) în care a câștigat două medalii de aur.